# Garveia annulata
Garveia annulata is een hydroïdpoliep uit de familie Bougainvilliidae. De poliep komt uit het geslacht Garveia. Garveia annulata werd in 1901 voor het eerst wetenschappelijk beschreven door Nutting. 